# Metec
Metec (en grec antic μέτοικος) era el nom que es donava als residents estrangers a Atenes i a d'altres estats grecs, especialment en les ciutats dedicades al comerç. No eren estrangers de pas sinó residents permanents, tal com assenyala Valeri Harpocració. L'estranger de pas no tenia cap dret, i el metec es trobava amb un estatus entre el de l'estranger i el del ciutadà.
Atenes era la ciutat que tenia més residents estrangers i al cens de Demetri de Falèron consten uns deu mil metecs. Eren de totes parts de Grècia i de territoris bàrbars com lidis, frigis, sirians, etc. Els lliberts àtics també eren inclosos en aquest grup i es creu que eren la part més nombrosa dels metecs. Sembla que va ser Clístenes, cap al segle vi aC, qui va establir unes normes per als metecs que els garantia l'accés als santuaris i als sacrificis als déus, com qualsevol ciutadà.
Els metecs no podien adquirir terres o propietats. Cada metec havia de seleccionar un ciutadà atenenc com a patró, el προστάτης ("prostátes", protector) que inscrivia al metec en un demos i feia les gestions necessàries amb l'estat, ja que els estrangers no podien fer-hi negocis directament. Pagaven anualment un impost especial, el μετοίκιον ("metoíkion"), unes 12 dracmes, o 6 si era una dona vídua
Els metecs eren comerciants o es dedicaven a les finances, i fins i tot hi havia metecs exercint de funcionaris administratius. El metec tenia algunes garanties jurídiques, inferiors a les dels ciutadans de ple dret. Podien iniciar un procés civil davant del polemarca o un de penal davant del tribunal corresponent, però no podien formar part de cap tribunal. Si eren acusats davant d'algun tribunal, actuava en nom seu el protector. Si l'acusació corresponia a un procés criminal, se'l posava a la presó abans del judici. Aristòtil era un metec.